# Samuel Davis
Samuel Davis (* 1774 in Bath, Province of Massachusetts Bay; † 20. April 1831 ebenda) war ein US-amerikanischer Politiker. Zwischen 1813 und 1815 vertrat er den Bundesstaat Massachusetts im US-Repräsentantenhaus.

## Werdegang
Der im heutigen Maine geborene Samuel Davis wurde im Handel tätig und erwarb später einige Schiffe, mit denen er in den Afrika- und Westindienhandel einstieg. Politisch wurde er Mitglied der Ende der 1790er Jahre von Alexander Hamilton gegründeten Föderalistischen Partei. Im Jahr 1803 sowie zwischen 1808 und 1812 saß er als Abgeordneter im Repräsentantenhaus von Massachusetts. Zwischen 1813 und 1818 war er Vorstandsmitglied (Overseer) des Bowdoin College. Er stieg auch in das Bankgewerbe ein und wurde im Jahr 1813 Präsident der Lincoln Bank in Bath.
Bei den Kongresswahlen des Jahres 1812 wurde Davis im 16. Wahlbezirk von Massachusetts in das US-Repräsentantenhaus in Washington, D.C. gewählt, wo er am 4. März 1813 die Nachfolge von Peleg Tallman antrat. Bis zum 3. März 1815 konnte er eine Legislaturperiode im Kongress absolvieren. Diese war von den Ereignissen des Britisch-Amerikanischen Krieges geprägt. In den Jahren 1815 und 1816 war Samuel Davis noch einmal Abgeordneter im Repräsentantenhaus von Massachusetts. Ansonsten war er weiterhin im Afrika- und Westindienhandel tätig. Er starb am 20. April 1831 in  seinem Geburtsort Bath.